# Ašikaga (Točigi)
Ašikaga (japonsky:足利市 Ašikaga-ši) je japonské město v prefektuře Točigi na ostrově Honšú. Žije zde téměř 150 tisíc obyvatel. Ve městě se nachází řada středních a vysokých škol. Leží ze šintoistický chrám Ašikaga Gakkó (足利学校), který je považován za nejstarší školu v Japonsku.

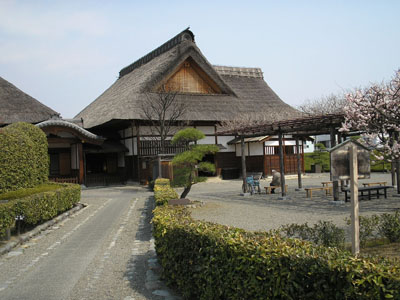
Chrám Ašikaga Gakkó

## Partnerská města
- Springfield, Illinois, Spojené státy americké
- Ťi-ning, Čína (1984)